# مارتن وارنر
مارتن وارنر (بالإنجليزية: Martin Warner)‏ هو قسيس بريطاني، ولد في 24 ديسمبر 1958.